# Município de Madison (condado de Fayette, Ohio)
O município de Madison (em inglês: Madison Township) é um município localizado no condado de Fayette no estado estadounidense de Ohio. No ano de 2010 tinha uma população de 1.122 habitantes e uma densidade populacional de 12,13 pessoas por km².

## Geografia
O município de Madison encontra-se localizado nas coordenadas 39° 39′ 47″ N, 83° 18′ 13″ O. Segundo a Departamento do Censo dos Estados Unidos, o município tem uma superfície total de 92.46 km², da qual 91,65 km² correspondem a terra firme e (0,88 %) 0,81 km² é água.

## Demografia
Segundo o censo de 2010, tinha 1.122 habitantes residindo no município de Madison. A densidade populacional era de 12,13 hab./km². Dos 1.122 habitantes, o município de Madison estava composto pelo 96,35 % brancos, o 0,8 % eram afroamericanos, o 0,18 % eram amerindios, o 0,09 % eram asiáticos, o 1,52 % eram de outras raças e o 1,07 % eram de uma mistura de raças. Do total da população o 2,23 % eram hispanos ou latinos de qualquer raça.